# Филмографија Џерарда Батлера
Џерард Батлер је шкотски глумац који је дебитовао на екрану 1997. године у филму Госпођа Браун. Након што је имао мање улоге у филмовима као што су Сутра не умире никад (1997) из серијала о Џејмсу Бонду и хорор филму Прича о мумији (1998), добио је главну улогу 2000. године, тумачећи Дракулу у филму Дракула 2000. Џерард је играо у филмовима Владавина ватре (2002), са Кристијаном Бејлом, и Лара Крофт: Пљачкаш гробница – Колевка живота (2003), са Анђелином Џоли, пре него што је одиграо Андреа Марека у адаптацији научнофантастичне авантуре Мајкла Крајтона Мрежа времена (2003). Потом је добио улогу Ерика, Фантома, у филмској адаптацији мјузикла Фантом из опере Џоела Шумахера из 2004. године, глумећи са Еми Росум, као и у филму Сломљена крила са Пирсом Броснаном и Маријом Бело. Иако су ови филмови били важни прекретнице, тек 2007. године Џерард је стекао светску славу за своје тумачење краља Леонида у филмској ратној фантастици 300 — Битка код Термопила редитеља Зака Снајдера из 2007. године. Ова улога му је донела МТВ филмску награду за најбољу тучу и номинацију за награду Емпајер за најбољег глумца. Те исте године, Џерард је играо у романтичном драмском филму П.С. Волим те са Хилари Суенк. Након што је наступио у филмовима из 2008. године као што су Нимино острво са Џоди Фостер и Рокенрола са Идрисом Елбом, Џерард је играо главне улоге у неколико филмова из 2009. године, укључујући романтичну комедију Гола истина са Кетрин Хејгл и трилер Грађанин опасних намера са Џејмијем Фоксом.
У 2010. години, Батлер је дао глас улози Стоика Васта у анимираном акционој фантазији Како да дресирате свог змаја, улога коју је касније поновио у филмовима Легенда о Змају Костоломцу (2010), Змајеви: Поклон празничне ноћи (2011) и Како да дресирате свог змаја 2 (2014). Играо је вођу војске Тулуса Ауфидија у филму Кориолан из 2011. године, модернизованој адаптацији истоимене Шекспирове трагедије. Такође је тумачио улогу Сема Чилдерса у акционом биографском филму Наоружани проповедник из 2011. године. Године 2012, Џерард је играо у биографској драми Сурфери са Џонијем Вестоном и романтичним комедијама Које је боје љубав са Џесиком Бил. Играо је као Мајк Бенинг у акционом трилеру Пад Лондона из 2016. године и имао мању улогу у филму 300: Успон царства из 2014. године где је поновио своју улогу краља Леонида у флешбеку.
Џерард је дебитовао на телевизији 1998. године у серији The Young Person's Guide to Becoming a Rock Star, тумачећи Мартија Клејмора. У мини-серији Атила бич Божији из 2001. године, он је играо титуларну улогу, а наредне године је добио улогу Џонија Дона у серији The Jury.

## Филмографија
| Год.  | Наслов                                        | Улога                      | Напомена                                      | Реф.          |
| ----- | --------------------------------------------- | -------------------------- | --------------------------------------------- | ------------- |
| 1997. | Госпођа Браун                                 | Арчи Браун                 |                                               | [ 4 ]         |
| 1997. | Сутра не умире никад                          | главни морнар              |                                               | [ 5 ]         |
| 1998. | Прича о мумији                                | Берк                       |                                               | [ 6 ]         |
| 1999. | Брза храна                                    | Џако                       |                                               | [ 7 ]         |
| 1999. | Још само један пољубац                        | Сем                        | потписан као Џери Батлер                      | [ 8 ]         |
| 1999. | Вишњик                                        | Јаша                       |                                               | [ 9 ]         |
| 2000. | Дракула 2000                                  | Дракула / Јуда Искариотски |                                               | [ 10 ]        |
| 2001. | Харисоново цвеће                              | Крис Кумак                 |                                               | [ 11 ]        |
| 2001. | Jewel of the Sahara                           | капетан Чарлс Белами       | кратак филм                                   | [ 12 ]        |
| 2001. | Please!                                       | Петар                      | кратак филм; потписан као Џери Батлер         | [ 13 ]        |
| 2002. | На ивици закона                               | Џеки Џуниор                | други наслов Пуцачи                           | [ 14 ]        |
| 2002. | Владавина ватре                               | Криди                      |                                               | [ 15 ]        |
| 2003. | Лара Крофт: Пљачкаш гробница – Колевка живота | Тери Шеридан               |                                               | [ 16 ]        |
| 2003. | Мрежа времена                                 | Андре Марек                |                                               | [ 17 ]        |
| 2004. | The Phantom of the Opera                      | Фантон                     |                                               | [ 16 ]        |
| 2004. | Драги Френки                                  | странац                    |                                               | [ 18 ]        |
| 2005. | Утакмица живота                               | Френк Борги                |                                               | [ 19 ]        |
| 2005. | Беовулф и Грендел                             | Беовулф                    |                                               | [ 18 ]        |
| 2006. | Shadow Company                                | Џејмс Ешкрофт              | глас                                          | [ 20 ]        |
| 2006. | Wrath of Gods                                 | себе                       | такође копродуцент                            | [ 21 ] [ 22 ] |
| 2006. | 300 — Битка код Термопила                     | краљ Леонид                |                                               | [ 23 ]        |
| 2007. | Сломљена крила                                | Нил Рендал                 |                                               | [ 24 ]        |
| 2007. | П.С. Волим те                                 | Гери Кенеди                |                                               | [ 25 ]        |
| 2008. | Нимино острво                                 | Џек Русо / Алекс Ровер     |                                               | [ 26 ]        |
| 2008. | Рокенрола                                     | Један-Два                  |                                               | [ 27 ]        |
| 2009. | Надзирачи                                     | Капетан                    | глас; сегмент: Tales of the Black Freighter   | [ 28 ]        |
| 2009. | Гола истина                                   | Мајк Чедвеј                |                                               | [ 25 ]        |
| 2009. | Гејмер                                        | Кејбл                      |                                               | [ 29 ]        |
| 2009. | Грађанин опасних намера                       | Клајд Шелтон               | такође продуцент                              | [ 30 ] [ 31 ] |
| 2010. | Лов на бившу жену                             | Мајло Бојд                 |                                               | [ 32 ]        |
| 2010. | Како да дресирате свог змаја                  | Стоик Васт                 | глас                                          | [ 33 ]        |
| 2010. | Легенда о Змају Костоломцу                    | Стоик Васт                 | глас; кратак филм                             | [ 34 ]        |
| 2011  | Змајеви: Поклон празничне ноћи                | Стоик Васт                 | глас; кратак филм                             | [ 35 ]        |
| 2011  | Кориолан                                      | Тулус Ауфидије             |                                               | [ 18 ]        |
| 2011  | Na Nai'a Legend of the Dolphins               | наратор                    | глас                                          | [ 36 ]        |
| 2011  | Наоружани проповедник                         | Сем Чајлдерс               | такође извршни продуцент                      | [ 37 ] [ 38 ] |
| 2012  | Јурњава за таласима                           | Фрости Хесон               | такође извршни продуцент                      | [ 39 ] [ 40 ] |
| 2012  | Игра за опстанак                              | Џорџ Драјер                | такође продуцент                              | [ 41 ] [ 42 ] |
| 2013  | Филм 43                                       | Леприкон 1 и 2             | сегмент: Happy Birthday                       | [ 43 ]        |
| 2013  | Пад Олимпа                                    | Мајк Бенинг                | такође продуцент                              | [ 44 ] [ 45 ] |
| 2014  | Како да дресирате свог змаја 2                | Стоик Васт                 | глас                                          | [ 46 ]        |
| 2014  | 300: Успон царства                            | краљ Леонид                | Cameo                                         | [ 47 ]        |
| 2015  | Септембри у Ширазу                            | Н/Д                        | други назив Непријатељски териториј продуцент | [ 48 ]        |
| 2016  | Богови Египта                                 | Сет                        |                                               | [ 49 ]        |
| 2016  | Пад Лондона                                   | Мајк Бенинг                | такође продуцент                              | [ 50 ]        |
| 2016  | Породични човек                               | Дане Јенсен                | такође продуцент                              | [ 51 ]        |
| 2017  | Geostorm                                      | Јејкоб „Џејк“ Лосон        |                                               | [ 52 ]        |
| 2018  | Братство лопова                               | Ник „Биг Ник“ О'Брајен     | такође продуцент                              | [ 53 ]        |
| 2018  | Тајна светионика                              | Џејмс                      | такође продуцент                              | [ 54 ]        |
| 2018  | Hunter Killer                                 | Џо Глас                    | такође продуцент                              | [ 55 ]        |
| 2019  | Како да дресирате свог змаја 3                | Стоик Васт                 | глас                                          | [ 56 ]        |
| 2019  | Them That Follow                              | Н/Д                        | продуцент                                     | [ 57 ]        |
| 2019  | Пад анђела                                    | Мајк Бенинг                | такође продуцент                              | [ 58 ]        |
| 2020  | Гренланд: Последње уточиште                   | Џон Гарити                 | такође продуцент                              | [ 59 ]        |
| 2021  | Иза решетака                                  | Боб Видик                  | такође продуцент                              | [ 60 ]        |
| 2022  | Потера                                        | Вил Спан                   | такође продуцент                              | [ 61 ]        |
| 2023  | Опасан лет                                    | Броди Торанс               | такође продуцент                              | [ 62 ]        |
| 2023  | Мисија Кандахар                               | Том Харис                  | такође продуцент                              | [ 63 ]        |
| 2025  | Den of Thieves 2: Pantera                     | Ник „Биг Ник“ О'Брајен     | такође продуцент                              | [ 64 ]        |
| 2025  | Naya: Legend of the Golden Dolphin            | Кинг Кула                  | глас; постпродукција                          | [ 65 ]        |
| 2025  | How to Train Your Dragon                      | Стоик Васт                 | постпродукција                                | [ 66 ]        |
| 2025  | All-Star Weekend                              | TBA                        | постпродукција                                | [ 67 ] [ 68 ] |
| TBA   | In the Hand of Dante                          | TBA                        | постпродукција                                | [ 69 ]        |
| TBA   | Greenland: Migration                          | Џон Гарити                 | такође продуцент; постпродукција              | [ 70 ]        |

| Филмови који још нису објављени | Означава филмове који још нису објављени |

## Телевизија
| Год.  | Наслов                                           | Улога              | Напомена                                                | Реф.   |
| ----- | ------------------------------------------------ | ------------------ | ------------------------------------------------------- | ------ |
| 1998. | The Young Person's Guide to Becoming a Rock Star | Мартy Клејмор      | 6 епизода                                               | [ 25 ] |
| 1998. | Little White Lies                                | Питер              | телевизијски филм                                       | [ 71 ] |
| 1998. | Little White Lies                                | Питер              | телевизијски филм                                       | [ 72 ] |
| 1999. | Lucy Sullivan Is Getting Married                 | Гас                | 14 епизода                                              | [ 25 ] |
| 2001. | An Unsuitable Job for a Woman                    | Тим Болтон         | епизода: Playing God                                    | [ 73 ] |
| 2001. | Attila                                           | Атила              | минисерија                                              | [ 74 ] |
| 2002. | The Jury                                         | Џони Дон           | 6 епизода                                               | [ 75 ] |
| 2009. | Уживо суботом увече                              | себе               | гостујући водитељ, такође тумачи разне улоге за скечеве | [ 76 ] |
| 2024. | Ark: The Animated Series                         | Гај Марцелус Нерва | глас                                                    | [ 77 ] |
| 2024. | Paris Has Fallen                                 | Н/Д                | 8 епизода извршни продуцент                             | [ 78 ] |